# 布朗半島
78°6′S 165°25′E / 78.100°S 165.417°E
布朗半島（英語：Brown Peninsula）是南極洲的半島，位於維多利亞地，處於迪斯卡弗里火山以北，長19公里、寬7公里，由英國探險隊發現，現時受南極條約體系管理。